# Marquinho (Paraná)
Marquinho is een gemeente in de Braziliaanse deelstaat Paraná. De gemeente telt 5.258 inwoners (schatting 2009).